# Areia Branca (Sergipe)
Areia Branca è un comune del Brasile nello Stato del Sergipe, parte della mesoregione dell'Agreste Sergipano e della microregione dell'Agreste de Itabaiana.